# Hubert Kramar
 (avril 2012).
Hubert « Hubsi » Kramar (né le 27 juin 1948 à Scheibbs, Basse-Autriche) est un acteur autrichien, réalisateur, producteur et militant.

## Biographie
Après son diplôme en 1969, Hubert Kramar a fréquenté plusieurs écoles nationales et étrangères dans le domaine de l'action et de l'art et de la musique.
C'est aussi un opposant aux néo-nazi. À l’occasion de un bal traditionnel autrichien de Martin Graf où sont ovationnés des néo-nazis, il se serait déguisé en Hitler, pour dénoncer cette d'événement.

## Filmographie
- 1990 : Un enfant dans la tourmente (Il prato delle volpi) de Piero Schivazappa